# Туроснь-Дольна
Туроснь-Дольна (пол. Turośń Dolna) — село в Польщі, у гміні Туроснь-Косьцельна Білостоцького повіту Підляського воєводства.
Населення — 369 осіб (2011).
У 1975-1998 роках село належало до Білостоцького воєводства.

## Демографія
Демографічна структура станом на 31 березня 2011 року:
|          | Загалом | Допрацездатний вік | Працездатний вік | Постпрацездатний вік |
| -------- | ------- | ------------------ | ---------------- | -------------------- |
| Чоловіки | 189     | 44                 | 124              | 21                   |
| Жінки    | 180     | 34                 | 101              | 45                   |
| Разом    | 369     | 78                 | 225              | 66                   |